# Rudolf Hausmann (Mediziner)

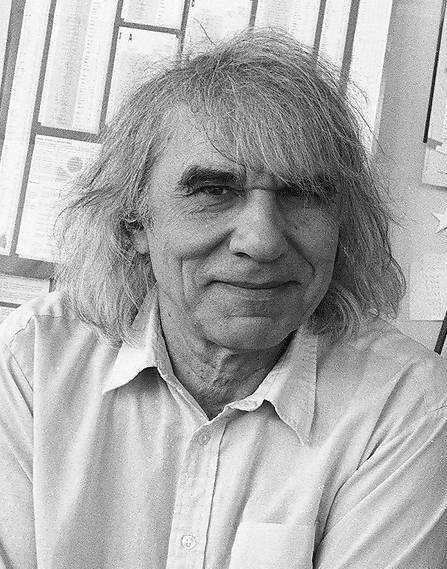
Rudolf Hausmann (1993)

Rudolf Louis Hausmann (* 25. August 1929 in Schafisheim, Schweiz; † 6. Mai 2022) war ein deutsch-brasilianischer Genetiker und Professor an der Albert-Ludwigs-Universität Freiburg.

## Leben
Rudolf Hausmann wurde am 25. August 1929 in Schafisheim in der Schweiz geboren. Er verbrachte seine Kindheit und Jugend in Zürich. Er studierte anschließend in Rio de Janeiro Medizin. Er schloss 1955 sein Studium mit dem Arztdiplom an der Faculdade de Medicina, Universidade Federal do Rio de Janeiro ab. Von 1956 bis 1958 war er Assistent am Institut für Genetik der Universität Köln. Von 1959 bis 1963 war er in Lehre und Forschung am Institut für Mikrobiologie der Universität Rio de Janeiro tätig, dann 1964 als Post-doctoral Fellow am Albert Einstein College of Medicine, New York. Von 1965 bis 1967 arbeitete er am Southwest Center of Advanced Studies in Dallas (SCAS). Hausmann lehrte und forschte von 1968 bis 1994, seit 1978 als Professor der Genetik an der Universität Freiburg im Breisgau.
Hausmann beschäftigte sich wissenschaftlich mit der Genetik der Bakteriophagen (speziell des Bakteriophagen T7). Bekannt wurde Rudolf Hausmann als Koautor von Carsten Bresch (ab der 2. Auflage 1970) des lange Jahre auch international als Standardlehrbuch der Genetik geltenden Werkes Klassische und molekulare Genetik. Hausmann beschäftigte sich intensiv in Veröffentlichungen mit der Geschichte der Genetik und Molekularbiologie.